# Excalibur Automobile

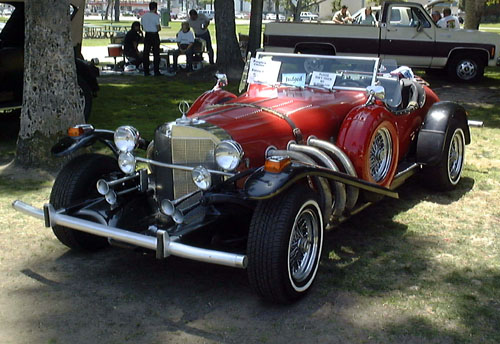
Excalibur Series II roadster

La Excalibur Automobile Corp fondata a Milwaukee, nel Wisconsin nel 1965, è stata la prima casa automobilistica a creare i classici contemporanei o auto neoclassiche, cioè ispirate ai modelli degli anni venti e trenta. Ha cessato la sua produzione nel 1989.

## Storia

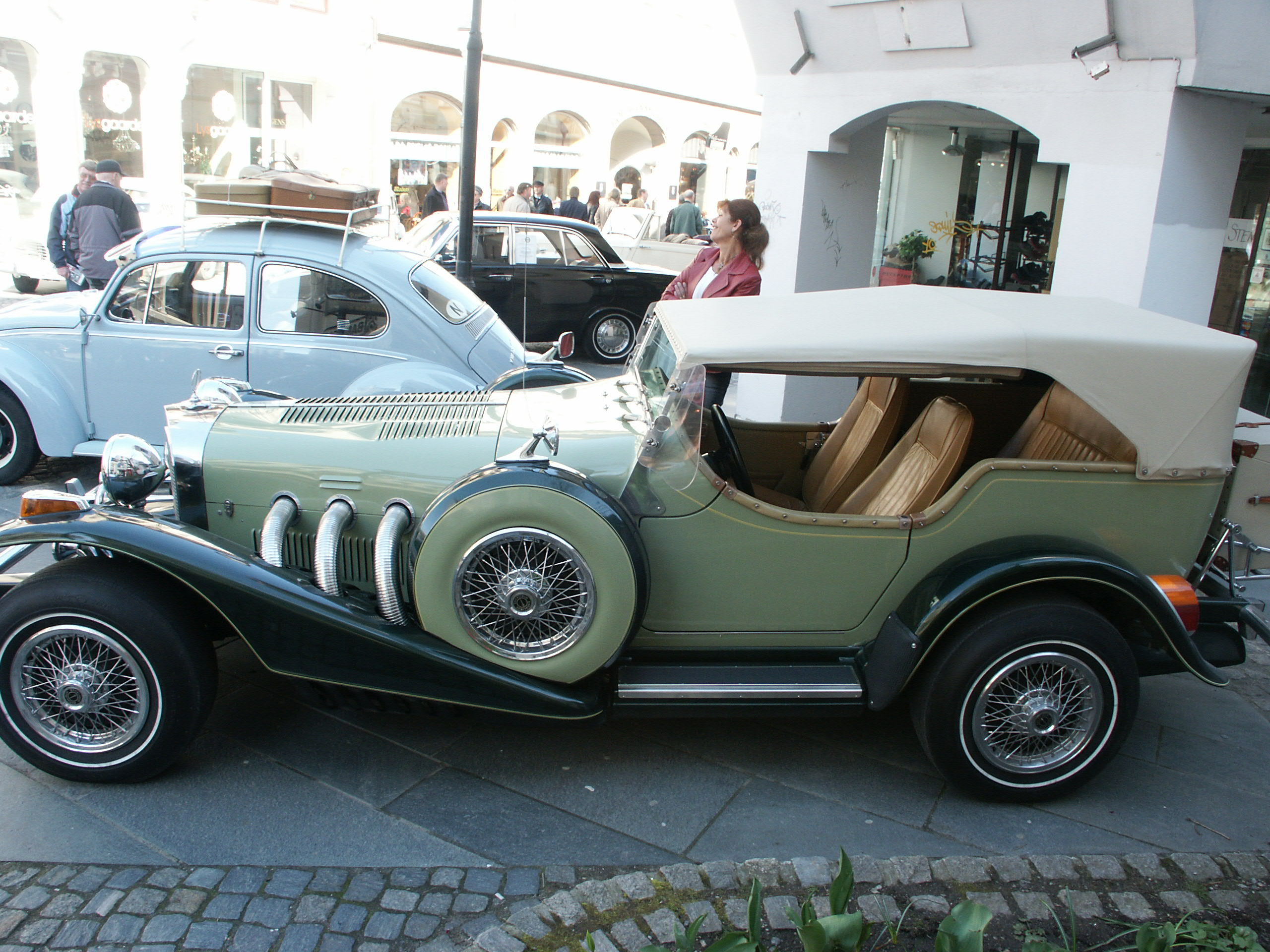
Una Excalibur phaeton

L'idea originale risale ad uno studio effettuato nel 1963 mentre il fondatore dell'azienda era ancora dipendente della Studebaker. Una volta iniziata l'attività in proprio viene però deciso di cercare di produrre la maggior parte dei componenti in proprio e utilizzando come propulsore un 5.362cm³ Chevrolet. I primi modelli erano ispirati alla Mercedes-Benz SS del 1928 e alle Bugatti dello stesso periodo.
La produzione è sempre stata abbastanza limitata sia nei numeri sia nel tipo di modelli prodotti. La conformazione di carrozzeria scelta era praticamente solo di due tipi, roadster e phaeton mentre i propulsori sono stati quasi interamente dei motori V8 di grossa cilindrata. Durante gli anni sono state prodotte cinque serie di vetture, cambiando tradizionalmente modelli ogni cinque anni: la prima serie dal 1965 al 1969 con 359 esemplari, seconda serie dal 1970 al 1974 con 352, terza serie dal 1975 al 1979 con 1141, quarta serie dal 1980 al 1984 con 935 ed infine la quinta serie dal 1985 al 1989 con gli ultimi 359 esemplari prodotti.
L'auto ha avuto successo principalmente come autovettura da cerimonia ed è tuttora facilmente reperibile su questo mercato particolare.